# Robert Osborne

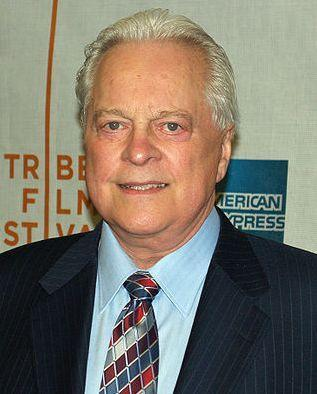
Robert Osborne (2007)

Robert Jolin „Bob“ Osborne (* 3. Mai 1932 in Colfax, Washington; † 6. März 2017 in New York City, New York) war ein US-amerikanischer Filmjournalist, -historiker und Schauspieler. Für den Fernsehsender Turner Classic Movies war er mehr als 20 Jahre lang als Moderator tätig.

## Leben und Karriere
In einer Kleinstadt im US-Bundesstaat Washington aufgewachsen, besuchte Robert Osborne die Journalistenschule an der University of Washington. Schon seit seiner Kindheit wollte er ins Filmgeschäft kommen, weshalb er in den 1950er-Jahren beschloss, sich als Schauspieler in Hollywood zu versuchen. Er stand unter Vertrag bei Fernsehlegende Lucille Ball und übernahm kleinere Rollen in mehreren Fernsehsendungen von ihr. Er spielte in Serien wie The Californians und The Beverly Hillbillies, zudem trat er in Fernseh-Werbespots für Autos, Kaffeesorten oder Versicherungen auf. Der erhoffte Durchbruch blieb allerdings aus. Lucille Ball ermunterte ihn, stattdessen eine Laufbahn als Journalist in Hollywood einzuschlagen. Seine Schauspielkarriere beendete er daraufhin Anfang der 1960er-Jahre.
1965 veröffentlichte Osborne sein erstes Buch Academy Awards Illustrated. Er verfasste in der Folgezeit noch mehrere Werke über die Geschichte der Oscarverleihungen und erarbeitete sich einen Ruf als „offizieller Biograf der Oscars“. Über Jahrzehnte war Osborne dann für den Hollywood Reporter tätig. Bekannt wurde er dort mit seiner Kolumne „Rambling Reporter“. Zwischen 1981 und 1983 fungierte er als Präsident der Los Angeles Film Critics Association. Ab den 1980er-Jahren begann er als Fernsehmoderator zu arbeiten, etwa für den Kanal The Movie Channel. 1994 wurde Osborne wegen seines filmhistorischen Wissens als Hauptmoderator für den von Ted Turner gegründeten Fernsehkanal Turner Classic Movies verpflichtet. Zu Osbornes Aufgaben gehörte es dort unter anderem, in die von Turner Classic Movies gezeigten Filme einzuleiten und Interviews mit Filmschaffenden zu führen. Er leitete zudem mehrere Filmfestivals, darunter seit 2006 das jährliche Robert Osborne’s Classic Film Festival und seit 2010 das TCM Classic Film Festival. Im Laufe des Jahres 2016 gab Osborne seine Moderation bei Turner Classic Movies an Ben Mankiewicz ab.
Osborne lebte in New York City. Er galt als eine der führenden Autoritäten in der Geschichte Hollywoods. Im Laufe seiner Tätigkeit befreundete er sich unter anderem mit Hollywood-Legenden wie Bette Davis, Hedy Lamarr, Dorothy Lamour, Lana Turner, Olivia de Havilland und Ingrid Bergman.

## Auszeichnungen
Robert Osborne besaß die Ehrendoktorwürde der Academy of Art University in San Francisco. 2006 erhielt er einen Stern auf dem Hollywood Walk of Fame für seine Fernseharbeit. 2008 wurde Osborne vom National Board of Review mit dem William-K.-Everson-Filmgeschichtspreis ausgezeichnet.
Turner Classic Movies richtete ihm zu Ehren im Jahr 2018 den Robert Osborne Award ein, der an Personen verliehen wird, die sich um die Vermittlung und Bewahrung von Filmgeschichte verdient gemacht haben. Bisherige Preisträger sind Martin Scorsese (2018), Kevin Brownlow (2019) und Leonard Maltin (2022).